# 開ループ制御
開ループ制御（かいループせいぎょ）またはオープンループ制御（英: Open-loop control）は、制御理論において、現在の状態と制御システムのモデルのみを使って入力に対して計算を行う制御を指す。
フィードバックを使わずに、入力が所定の目標値に達したかを判断することを特徴とする。つまり、開ループ制御システムは制御しているプロセスの出力を観測しない。したがって、真の開ループシステムは機械学習には採用されず、発生させた誤りを訂正することもできない。また、システムにおける外乱を補償することもできない。
例えば灌漑用スプリンクラーのシステムは、土壌の湿度などをフィードバックとして測定しない限り、一種の開ループ制御システムとして機能する。たとえ雨が降っていても、設定された時間になるとスプリンクラーは起動し、水を無駄に消費し根腐れを引き起こす。
入力と出力としての状態の関係が明確で、数式として表せる場合、開ループ制御が便利である。例えば、負荷が一定な電動機の印加電圧を変化させて回転速度を制御する場合、開ループ制御が適している。しかし、負荷が予測できない場合、速度を制御するのに開ループ制御では不十分と考えられる。
開ループ制御は単純で安価であるため、フィードバックが重要ではない単純なプロセスや故障耐性を重視するプロセスによく使われる。典型例として古い洗濯機がある。その場合、洗濯時間は人間が判断して設定してやるだけである。より正確で適応的な制御をするには、一般にシステムの出力を入力にフィードバックする必要がある。そのような制御を閉ループ制御と呼ぶ。